# Omolabus bifoveatoides
Omolabus bifoveatoides es una especie de coleóptero de la familia Attelabidae.

## Distribución geográfica
Habita en la Guayana Francesa (América).